# Downpush-Verfahren
Mit dem Downpush-Verfahren [ˈdaʊnpʊʃ-] werden Daten über Satellit an den Endkunden übertragen. Es wird unter anderem als Grundlage für Video-on-Demand (VoD) genutzt.
Dazu werden die Daten (geplant sind unter anderem Filme) in den DVB-Transportstrom eingearbeitet und so verteilt. Der Empfänger des Kunden speichert diesen zum Beispiel auf einer Festplatte. Zur Aktivierung der Daten muss in der Datei die Kennung des anfordernden Kunden eingebaut sein, und der Kunde muss die Datei freischalten lassen. Erst nach dem Abgleich kann die Datei genutzt werden.
In der Regel wird eine anbieterspezifische Software verwendet, die vorher installiert sein muss bzw. bestimmte Geräte erfordert.
Zurzeit sind nur Angebote über DVB-S (Satellit) geplant, aber auch über DVB-C (Kabel), DVB-T (Terrestrisch) und DVB-H (Handheld) sind möglich.